# 紅矛麗魚
紅矛麗魚為輻鰭魚綱鱸形目隆頭魚亞目慈鯛科的其中一種。

## 分布
本魚分布南美洲巴西、玻利維亞的亞馬遜河流域；阿根廷、烏拉圭、巴拉圭的巴拉那河流域。

## 特徵
本魚外形呈魚雷狀，頭扁平，嘴寬大。顏色從淺藍灰色到珍珠般的綠色，或淺黃色之間變化。從吻部開始有一道黑色條紋到至尾鰭基部，發亮的斑點佈滿魚體的上半部分。一些狹窄的深色條紋也清晰可見，雌魚身體中斷發育的較豐滿。尾鰭基部有一眼狀斑，腹鰭短。體長可達18公分。

## 生態
本魚棲息在河流邊的水草叢中，屬肉食性，以其他魚類、甲殼類、昆蟲、蠕蟲等為食，具有攻擊性，地域性強。

## 經濟利用
屬觀賞魚，飼養時需要大量空間和肉類或活餌。